# Lilith (ロックバンド)
Lilith（リリス）は、中国上海のヴィジュアル系ロックバンド。ファンの名称はFrxxks（フリークス）。

## 経歴
- 2012年 - Lilith結成。
  - 11月3日 上海現場Live House（始動Live）
  - 11月24日 上海696 Live House「SHANGHAI VISUAL GATE 0」
  - 12月7日 Shanghai Fudan University「VOODOO Rock Festival」
  - 12月12日 上海育音堂「2012 End of Days」
- 2013年
  - 1月19日 上海育音堂「SHANGHAI VISUAL GATE 1」
  - 3月30日 上海育音堂「Made in shanghai Vol.2」
  - 4月30日 上海育音堂「SHANGHAI VISUAL GATE 2」
  - 5月19日 1st One Man Live at 上海696 Live house 「Arousal in Shanghai」
  - 5月19日 1st EP「Over the world」Release.
  - 6月01日 上海MAO LIVEHOUSE 「第二回 TAIBAN！2013 in 上海」日本領事館主催
  - 6月15日 昆山Whales Live Bar「非公開公演」
  - 6月23日 上海浅水湾文化芸術センター q-house 「上海夏至音楽日<新世代音楽会>」フランス領事館主催
  - 7月28日 上海育音堂「Made in shanghai Vol.6」
  - 8月09日 上海浅水湾文化芸術センター q-house「第一回THE麦克風音学嘉年華」SSM上海音楽教育基地、DA上海演劇教育基地、朝日日語共同主催
  - 8月18日 上海浅水湾文化芸術センター q-house Act: Lilith/POCOPOCO BAND
  - 8月31日 上海浅水湾文化芸術センター q-house Act: Lilith/Silver Ash
  - 9月20日 上海育音堂「Made in shanghai Vol.8」
  - 9月21日 上海浅水湾文化芸術センター q-house「月ノ祭」
  - 10月1日 凛がJarrell Guitarsとエンドース契約を交わす[3]。
  - 11月16日 上海育音堂「Made in shanghai Vol.9」
  - 11月23日 上海MAO LIVEHOUSE「良声定燥Vol.7」
  - 12月07日 上海MAO LIVEHOUSE 「第三回 TAIBAN！2013 in 上海」日本領事館主催
  - 12月18日 2nd EP「Fenice」Release.
  - 12月21日 2nd One Man Live at 上海浅水湾文化芸術センター q-house 「REVOLUTION FROM SHANGHAI」[4]
- 2014年
  - 1月3日 上海現場Live House Act: Lilith/Royz
  - 4月12日 MAO LIVE HOUSE SHANGHAI
  - 4月20日 上海Sennheiser Live Stage Area 「2014 FORMULA 1 UBS CHINESE GRAND PRIX」
  - 4月20日 上海現場Live House Act: Lilith/己龍
  - 4月26日 3rd One Man Live at 上海育音堂 「REUNION」
  - 4月27日 3rd EP「GALASSIA」 Release.
  - 5月17日 上海育音堂「Made in shanghai Vol.5」
  - 5月24日 上海光大会展中心「Anime Party 02-魄-」 3rd EP「GALASSIA」Fan Meeting Event
  - 5月25日 上海浅水湾文化芸術センター q-house「怨霊居城-鈴木病院After Party」
  - 5月31日 4th One Man Live at 上海育音堂「GAIN」
  - 6月22日 上海现场Live House Act: Lilith/Royz
  - 6月29日 上海MAO LIVEHOUSE「萌桜会7.0」
  - 7月19日 上海育音堂「Made in shanghai Vol.6」
  - 7月26日 上海金山城市沙灘-大地舞台-「2014番茄熱波音楽節」
  - 8月01日 深圳にて「非公開公演」を行う。
  - 8月03日 5th One Man Live at 上海育音堂「GAIN to GAIN」
  - 8月16日 6th One Man Live at 上海育音堂「魔都制圧-Anniversary of Rebellion-」
  - 9月6日 上海育音堂「Made in shanghai Vol.10」
  - 9月21日 昆山科技文化博覧中心「中国昆山第二届動漫芸術節」
  - 11月01日 Mercedes-Benz Arena-The Mixing Room「聖夜狂想祭-Halloween Party-」 Act: Lilith/NIGHTMARE/MEJIBRAY/Royz
  - 11月22日 7th One Man Live at 上海育音堂「魔都制圧-FACE TO THE REAL-」
  - 11月23日 上海MAO LIVEHOUSE「上海左揺音楽7周年慶典」
  - 12月17日 4th EP「ARCADIA」Release.
  - 12月27日 8th One Man Live at 上海育音堂「魔都制圧-Screaming Monsters-」
- 2015年
  - 1月24日 9th One Man Live at 上海育音堂「魔都制圧-ARCADIA-」
  - 1月24日 5th EP「Mr.Frxxk」Release.
  - 3月22日 上海育音堂「2015 HIFI西津渡WOA金属戦火中国楽隊挑戦賽-上海編」
  - 3月28日 10th One Man Live at 上海育音堂「魔都制圧-Into the CORE-」
  - Lilith China Tour「円夢中華-The Freak of Saviour-」
  - 4月10日 上海編at 上海育音堂
  - 4月12日 蘇州編at 蘇州国際博覧中心「大折騰祭零伍」
  - 4月12日 上海編at上海浅水湾文化芸術センター q-house Act: Lilith/girugamesh
  - 4月24日 香港編at 香港Music zone E-Max  Act: Lilith/Royz
  - 4月26日 鎮江編at 鎮江西津渡「2015 HIFI西津渡WOA属戦火中国楽隊挑戦賽-決勝戦」
  - 5月10日 北京編at 北京MAO LIVEHOUSE
  - 6月13日 武漢編at 武漢VOX LIVEHOUSE
  - 6月25日 上海編at 上海MAO LIVEHOUSE「MAO SPRING 2015」
  - 7月25日 TOUR FINAL at上海浅水湾文化芸術センター q-house 「魔都制圧-Neo Scream-」
  - 8月07日 上海育音堂 Act: Lilith/Noise Gate
  - 8月29日 上海On Stage
  - 9月13日 上海匯智国際商業中心「2015張江Beer Festival」
  - 10月01日 蘇州杵魚釣公園「蘇州房車音楽嘉年華」
  - 10月04日 上海MAO LIVEHOUSE「双馬尾&水手服狂跳派対」
  - 12月13日 上海育音堂「PINK CLOUD ASSEMBLY—2015 hide魔都紀念公演」
  - 12月20日 3rd Anniversary&14th One Man Live at 上海育音堂「魔都制圧-Everlasting-」
  - 12月25日 X'mas&15th One Man Live at 上海育音堂「魔都制圧-Snow-」
- 2016年
  - 1月17日 上海浅水湾文化芸術センター Q.HALL「魔都制圧-FAITH-」
  - 5月18日 Full Album「圓夢中華-Genuine to the Core-」Release.[5][6]。-初回生産分即日完売-
  - 8月1日 凛と修羅がESP（イーエスピー）のオフィシャルエンドーサーとなる[7]。
  - 8月24日 バンドの代表曲『Arcadia』がアニメ『一人之下 the outcast』OP主題歌に起用されたためシングルとして再リリース[8]。
  - 9月28日 上海育音堂「魔都制圧-Rebirth-」/ 6th EP「歸來-Rebirth-」Release.-初回生産分完売-
  - 10月6日 上海育音堂「魔都制圧-Hidden Ability-」
  - 10月29日 上海浅水湾文化芸術センター q.house LIN MING PRODUCTION「ROCK AGE Case.004」 「MAD Halloween in 魔都」 ACT：Lilith/AKIRA/THE SOUND BEE HD
  - 12月21日 7th EP「盤龍舞鳳-Dragon Heir-」Release.※完売
  - 12月25日 上海育音堂「魔都制圧-Holy Night-」
  - 12月26日 上海育音堂「魔都制圧-AS Night-」
- 2017年
  - 2月15日 Full Album 2nd Press「圓夢中華-Genuine to the Core-」Release.※完売
  - 2月18日 SHIBUYA REX「円夢中華-Liberation of Tokyo-」東京単独公演
  - 2月19日 自主盤倶楽部&Like an Edison東京店インストアイベント
  - 2月21日 神楽坂TRASH UP！ ACT：Lilith/AKIRA/THE SOUND BEE HD
  - 4月23日 上海育音堂「魔都制圧-FINAL-」解散。-SOLD OUT-

### 結成と略歴
Lilithの母体となる前身バンドを、鏡華（キョウカ）と楽（ラク）を中心に2011年末から2012年の初頭にかけて上海で結成。当時修羅（シュラ）は別のバンドで活動をしていた。しばらくヴィジュアル系のアーティストが上海に来ることのなかった中で、数年ぶりにヴィジュアル系のライブが行われることとなった。そこへ上海で留学中の凛（リン）に声がかかり、共にイベントへ参加することとなった。
上海にいた鏡華たちにとって、初めて身近で見るヴィジュアル系アーティストであった凛は新鮮であり、多くの情報を共有した。
一方、凛にとって一度は諦めかけたバンドの道を、後のLilithのメンバーになる彼らに光を見出すのであった。
正に、運命的な出会いの下でバンドは結成された。
当時、上海はおろか中国本土で本格的に活動を行うヴィジュアル系バンドは皆無に等しく、ダウンロード配信が主流となった中国にはCDショップがもはやなかった。
そんな中で日本式のスタイルを貫き、数多くの作品をCDという形態でリリースした。
その後は地道に活動を重ね、数多くの現地イベントにクロスオーバーして参加した。
そして単独公演を何度も行い、現地の媒体に登場し、着実に動員数と認知度を伸ばしていった。
2015年4月～7月にかけてLilith China Tour「円夢中華-The Freak of Saviour-」を実施。上海、北京、蘇州、鎮江、武漢、香港を廻った。
2015年7月25日に上海浅水湾文化芸術センター q-house（現バンダイナムコ上海文化センター FUTURE HOUSE）で行われたツアーファイナル「魔都制圧-Neo Scream-」ではそれまでのバンド最高動員500人を集めた。
ツアーファイナルではバンド初のフルアルバムの制作が発表され、しばらくの地下活動期間へ入った。
翌年2016年1月17日にバンド結成四周年記念公演「魔都制圧-FAITH-」を上海浅水湾文化芸術センター Q.HALL(現バンダイナムコ上海文化センター DREAM HALL)で行った。
この公演では上海アンダーグラウンドシーンでのバンド形態としての最高動員数1000人を記録した。
2016年5月18日 Full Album「圓夢中華-Genuine to the Core-」がリリースされた。多種多様な要素を取り入れたこの作品は、各方面から評価を得た。中でも中国の古典楽器を取り入れた『雪未央』(シェーウェイヤン)は斬新でありその後のバンドの方向性を決定づけるとともに、中国発のヴィジュアル系ロックバンドということを示す代表曲となった。-初回生産分即日完売-
2016年8月1日 凛と修羅がESP（イーエスピー）のオフィシャルエンドーサーとなる。
2016年8月24日 バンドの代表曲『Arcadia』がアニメ『一人之下 the outcast』のOP主題歌に選ばれシングルカットリリースされる。
同年、9月28日 上海育音堂「魔都制圧-Rebirth-」からライブ活動を再開。復活記念として 6th EP「歸來-Rebirth-」をライブ会場物販限定で発売。-初回生産分即日完売-
2017年2月28日 Lilith日本単独公演をSHIBUYA REXにて開催。
2017年4月23日 惜しまれつつも、約5年に渡る活動に終止符を打ち、解散した。

### 由来とスタイル
バンド名の由来は、旧約聖書外伝に登場するLilith（リリス）から取り、名前の呼びやすさ、響きを重視され決まった。当初はゴシック要素の強い、妖しく、美しさのあるバンドを目指していた影響もある。通常中国のバンドは中国語表記を併用することが多いが、Lilithにおいては正式な中国語名は定めていなかった。
活動を重ねていくうちにメタルやオルタナティブ・ロックといった様々な要素を取り入れるようになり、年数を重ねるごとに多様化された豊富な音楽性が作品に反映された。
激しいヘッドバンキング、フリ、モッシュなど特徴あるヴィジュアル系のライブスタイルを終始貫いた、中国唯一の正統派ヴィジュアル系ロックバンドと言える。

### 楽曲
結成当初よりセルフプロデュースを行っており、作曲は主にギターの凛（凛-Lin-）が担当し、編曲はベースの修羅（シュラ）、ボーカルの鏡華（キョウカ）と共に行うことが多かった。
実際に凛の作る原曲は完全なインストゥルメンタル音源の状態が多く、ボーカルパートの主旋律は全メンバーが協議を重ねて決めていた。
Full Album「圓夢中華-Genuine to the Core-」から全ての楽曲をセルフレコーディングするようになった。

## メンバー
鏡華(Kyoka/Jinghua)
- 作詞と歌を担当。楽曲によって中国語、英語、日本語を使い分ける。
- 当初はシャウトが得意ではなかったが、独学でマスターし多種多様なシャウトを使い分けた。
- ラーメン好きであり微博（Weibo）でファンに向けておすすめの店を紹介することがある。
- Part:Vocal

Birth: 4/27
Blood Type: O
Height: 180cm
Birth Place: 上海
凛(Lin)
- 留学の経験があり、日本語、中国語、英語を話すトリリンガルである。
- バンド結成前は上海の復旦大学（复旦大学）でMBA（経営学修士）を専攻していた。
- アニメが好きである。
- Part:Guitar

Birth: 12/26
Blood Type: O
Height: 177cm
Birth Place: 厦門
修羅(Shyura/Xiuluo)
- バンドでは編曲部分を担うことが多かったが、バラードを中心に作曲もした。
- ベースの他にピアノが得意である。
- Lilith加入前はドラムをしていた。
- Part:Bass

Birth: 2/23
Blood Type:
Height: 178cm
Birth Place: 上海
楽(Raku/Yue)
- ドラムフレーズが多様であり、手数が多い。
- 料理が得意である。
- 絵が上手い。美術学校に通っていた経歴がある。
- ライブではスティックをよく投げていた。
- ファンからは小天使と呼ばれている。
- Part:Drums

Birth: 7/18
Blood Type: B
Height: 181cm
Birth Place: 内蒙古、バヤンノール市（巴彦诺尔）

## バンド歴
|                                | パート      | バンド歴                                                              |
| ------------------------------ | ----------- | --------------------------------------------------------------------- |
| 鏡華/Kyoka/Jinghua（キョウカ） | Vocal、作詞 | → Lilith                                                              |
| 凛(凛-Lin-)/Lin（リン）        | Guitar      | → Leviathan → brodiaea(凛) → Synside(Lin) → Affective Synergy、Lilith |
| 修羅/Shyura/Xiuluo（シュラ）   | Bass        | → Lilith                                                              |
| 楽/Raku/Yue/（ラク）           | Drums       | → Lilith                                                              |

## ディスコグラフィ

### EP
|   | 発売日         | タイトル              | 収録曲 |
| - | -------------- | --------------------- | --- |
| 1 | 2013年5月20日  | Over the World        | 1.Arousal 2.黒洞 3.Rebirth in the Dark |
| 2 | 2013年12月18日 | Fenice                | [CD]1.Fenice 2.Rebellion=Ark 3.-Reminiscenece- 4.Spring Snow [DVD]1.Fenice 2.Arousal -Making of Music Clips-                                                                                           |
| 3 | 2014年4月27日  | GALASSIA              | [CD]1.Galassia 2.Legacy [DVD]1.Galassia -Making of Music Clip- |
| 4 | 2014年12月17日 | ARCADIA               | [CD]1.-Mystic Sign- 2.X Sense 3.Eyes Candy 4.I.L 5.-零- 6.Arcadia (アニメ「一人之下 the outcast」OPテーマ曲) [DVD]1.X Sense 2.Arcadia -Making of Music Clips-                                          |
| 5 | 2015年1月24日  | Mr.Frxxk              | [CD]1.Mr.Frxxk |
| 6 | 2016年9月28日  | Rebirth-歸來-         | [CD]1.Arcadia-Japanese ver.- (アニメ「一人之下 the outcast」OPテーマ曲) 2.In the Dawn-Chinese ver.- (アニメ「一人之下 the outcast」EDテーマ曲) 3.Arcadia（Instrumental） 4.In the Dawn（Instrumental） |
| 7 | 2016年12月21日 | 盤龍舞鳳-Dragon Heir- | [CD]1.-召- 2.盘龙舞凤 3.天上宫阙 [DVD]1.盘龙舞凤 MV -Making of Music Clip- |

### アルバム
|   | 発売日        | タイトル                                     | 収録曲 |
| - | ------------- | -------------------------------------------- | --- |
| 1 | 2016年5月18日 | 圓夢中華-Genuine to the Core-                | [CD]1.[SILK] Rouge 2.Arcadia 3.Mr.Frxxk 4.Crimson Psyche 5.Stellar Secret -星之迷- 6.心痕 7.雪未央 8.Spring Snow 9.Red Wing -重生之火- 10.Fenice 11.X Sense 12.Sala 13.Nyx 14.Dawn of the Mutation [DVD]1.雪未央-Making of Music Clip- |
| 2 | 2017年2月15日 | 圓夢中華-Genuine to the Core- セカンドプレス | [CD]1.[SILK] Rouge 2.Arcadia 3.Mr.Frxxk 4.Crimson Psyche 5.Stellar Secret -星之迷- 6.心痕 7.雪未央 8.Spring Snow 9.Red Wing -重生之火- 10.Fenice 11.X Sense 12.Sala 13.Nyx 14.Dawn of the Mutation [DVD]1.雪未央 MV 2nd Press Special Contents「2016/1/17 魔都制圧-FAITH-」ライブ映像 1.Crimson Psyche Live 2.Eyes Candy Live 3.Sala Live 4.Nyx Live 5.Rebellion=Ark Live |

### シングル
|   | 発売日        | タイトル | 収録曲              |
| - | ------------- | -------- | ------------------- |
| 1 | 2016年8月24日 | Arcadia  | 1.Arcadia ※配信音源 |

### ライブ音源
|   | 発売日        | タイトル              | 収録曲 |
| - | ------------- | --------------------- | --- |
| 1 | 2016年8月28日 | Lilith Live Selection | 1. Crimson Psyche (Live ver.) 2. Eyes Candy (Live ver.) 3. Sala (Live ver.) 4. Nyx (Live ver.) 5. Rebellion=Ark (Live ver.) ※配信音源 |